# Cao Tiệm Ly
Cao Tiệm Ly (chữ Hán: 高漸離) là người nước Yên, một nước chư hầu ở Trung Quốc thời Chiến Quốc trong lịch sử Trung Quốc. Ông là một nghệ sĩ chơi đàn trúc và là bạn của thích khách Kinh Kha.

## Bạn Kinh Kha
Theo Sử ký, Cao Tiệm Ly là người nước Yên. Khi Kinh Kha phiêu bạt từ nước Vệ sang Yên đã kết bạn với ông và một người bán thịt chó. Hai người trở thành bạn thân, hằng ngày cùng uống rượu. Cao Tiệm Ly thường gõ đàn trúc, Kinh Kha hát họa theo.

## Hành thích vua Tần
Sau khi Kinh Kha bị giết trong nỗ lực ám sát Tần vương Doanh Chính, Cao Tiệm Ly thay đổi tên họ và vào làm trong một tiệm rượu ở đất Tống Tử vì vua Tần truy nã tất cả những người bạn của Kinh Kha. Khi Tần Thủy Hoàng diệt 6 nước, thống nhất toàn Trung Hoa, vẫn tiếp tục truy nã ông. Vì công việc ở tiệm rất nặng nhọc, Cao Tiệm Ly thường đi quanh nhà chủ và lắng nghe những vị khách gảy đàn Trúc. Ông bình phẩm về cách chơi đàn của họ và thử chơi cho chủ nhà nghe. Vì ông chơi đàn hay nên danh tiếng nhanh chóng nổi trong thiên hạ. Cao Tiệm Ly quyết định không ẩn mình nữa và công khai danh tính.
Tần Thủy Hoàng biết được, liền bắt giữ ông. Nhưng vì tiếc tài chơi đàn của Cao Tiệm Ly nên vua Tần bèn ân xá cho ông, nhưng sai chọc mù hai mắt ông và lệnh cho ông gảy đàn. Thủy Hoàng nghe Cao Tiệm Ly gảy đàn rất thích thú nên mỗi ngày một xích lại gần. Cao Tiệm Ly biết vậy, nuôi chí báo thù cho Kinh Kha. Ông lén đổ chì vào bầu đàn rồi nhân dịp vua Tần ngồi cạnh, ông muốn đánh Tần Thủy Hoàng nhưng vì mắt mù nên đánh không trúng. Ông bị hành quyết, vua Tần từ đó không bao giờ còn gần gũi người từ các nước chư hầu khác nữa.

## Trong văn hóa đại chúng
Nhân vật Cao Tiệm Ly được tái hiện trong bộ phim Tần ca (hay Tần tụng, 秦頌), sản xuất năm 1996 của đạo diễn Chu Hiểu Văn, nói về mối quan hệ giữa Doanh Chính (Tần Thủy Hoàng) và Cao Tiệm Ly.
Bộ phim này mang nhiều tình tiết hư cấu, trong đó Doanh Chính và Cao Tiệm Ly là hai người bạn thân từ thuở nhỏ, từng sống với nhau trong một mái nhà, về sau Doanh Chính thống nhất thiên hạ, cho bắt Cao Tiệm Ly để ép viết nên khúc Tần ca hùng tráng tương xứng với tầm vóc của nước Tần. Trong bộ phim, Cao Tiệm Ly lại yêu công chúa Lịch Dương, con gái của Doanh Chính; vì Tiệm Ly quan hệ như vợ chồng với công chúa nên mới bị Doanh Chính khép tội móc mắt. Trong ngày Chính đăng quang, Tiệm Ly được lệnh chơi đàn và hát ca ngợi nhà Tần nhưng đã chống lệnh bằng cách đập nát cây đàn.
Người đóng vai Cao Tiệm Ly trong phim là diễn viên Cát Ưu.